# Niob(IV)-chlorid
Niob(IV)-chlorid ist eine anorganische chemische Verbindung des Niobs aus der Gruppe der Chloride.

## Gewinnung und Darstellung
Niob(IV)-chlorid kann durch Reaktion von Niob(V)-chlorid mit Niob gewonnen werden.
{\displaystyle \mathrm {4\ NbCl_{5}+Nb\longrightarrow 5\ NbCl_{4}} }
Anstelle von Niob lässt sich Niob(V)-chlorid auch mit Eisen, Aluminium (Abdestillieren von Aluminium(III)-chlorid im Vakuum) oder Wasserstoff reduzieren.

## Eigenschaften
Niob(IV)-chlorid liegt in Form braunschwarzer, glänzender Nadeln vor, die bei Druck zerfasern. Es ist diamagnetisch, sehr luftempfindlich und in wenig Wasser oder verdünnter Salzsäure mit tiefblauer Farbe löslich. Es besitzt eine monokline Kristallstruktur mit der Raumgruppe C2/m (Raumgruppen-Nr. 12), a = 1232 pm, b = 682 pm, c = 821 pm, β = 134°. Die Verbindung liegt in Form von kantenverknüpften Oktaedern NbCl2Cl4/2 vor. In den Ketten wechseln sich kurze (303 pm) und lange (379 pm) Nb–Nb-Abstände ab. Die kurzen Abstände deuten auf einen gewissen kovalenten Bindungsanteil der Nb(IV)-Atome (Elektronenkonfiguration d1) hin.